# Luther George Simjian
Luther George Simjian (ur. 28 stycznia 1905 w Ayıntab, zm. 23 października 1997 w Fort Lauderdale) – amerykański wynalazca pochodzenia ormiańskiego, twórca bankomatu, kolorowej maszyny rentgenowskiej, aparatu fotograficznego z autofokusem i telepromptera.

## Życiorys
Urodzony 28 stycznia 1905 r. w Ayıntab w Imperium Osmańskim, w rodzinie ormiańskiej. W dzieciństwie interesował się optyką i fotografią. W czasie ludobójstwa Ormian w 1915 r. został rozdzielony z rodziną, uciekł do Bejrutu, a potem Marsylii. Po pobycie we Francji, gdzie odebrał część edukacji, samotnie wyemigrował w 1921 r. do Stanów Zjednoczonych, gdzie zamieszkał z krewnymi w New Haven. Pracował wówczas jako fotograf.
Początkowo planował studia lekarskie i został przyjęty na Yale. W czasie studiów pracował w uczelnianym laboratorium fotograficznym i tam odkrył pasję do fotografii. Z czasem został dyrektorem działu fotograficznego uczelni, wynalazł wówczas metodę fotografii mikroskopowej, której używał do fotografowania organizmów wodnych.
W 1934 r. przeprowadził się do Nowego Jorku, gdzie opracował kolorową maszynę rentgenowską i aparat fotograficzny z autofokusem. Pięć lat później założył Reflectone Inc., która zajmowała się rozwojem i produkcją urządzeń jego pomysłu. Simjian zaprojektował w 1939 r. pierwszy bankomat, który nazwał bankograph, na potrzeby którego to urządzenia zarejestrował 20 patentów. Urządzenie zostało zainstalowane w 1961 r. w Nowym Jorku w City Bank of New York (Citibank), jednak po pół roku zdemontowano je po skargach klientów, którzy zgłaszali, że za jego pomocą depozyty składają hazardziści i prostytutki. Niezależnie od Simjiana bankomat wynalazł też w 1967 r. John Shepherd-Barron.
W czasie II wojny światowej Reflectone sprzedała Departamentowi Wojny 2000 urządzeń Optical Range Estimation Trainer, które stały się pierwowzorem współczesnych symulatorów lotu. W 1979 r. Simjian przeniósł firmę z Connecticut do Tampy na Florydzie. Firmę sprzedano CAE USA Inc. w 2001 r., obecnie zajmuje się ona produkcją symulatorów lotu dla samolotów wojskowych i usługami treningowymi. W kolejnych latach Simjian opracowywał kolejne wynalazki, m.in. supersoniczny ultrasonograf stosowany w opiece zdrowotnej, urządzenie do rozbijania mięsa, liczne urządzenia tworzone na potrzeby florydzkich parków rozrywki, prędkościomierz lotniczy i teleprompter.
W marcu 2000 r. uzyskał pośmiertnie swój ostatni patent na ulepszenie rezonansu drewna w instrumentach muzycznych. Łącznie był posiadaczem ponad 200 amerykańskich patentów. Zmarł 23 października 1997 r. w Fort Lauderdale.